# Mago dentichelis
Mago dentichelis är en spindelart som beskrevs av Jocelyn Crane 1949. 
Mago dentichelis ingår i släktet Mago och familjen hoppspindlar. Inga underarter finns listade i Catalogue of Life.